# Alaena savoa
Alaena savoa är en fjärilsart som beskrevs av Talbot 1935. Alaena savoa ingår i släktet Alaena och familjen juvelvingar. Inga underarter finns listade i Catalogue of Life.